# 藤山伸之助
藤山 伸之助（ふじやま しんのすけ、1997年（平成9年）3月7日 - ）は、鹿児島県出身のシンガーソングライター。現在はクリエイティブチームKIILOIHEYAのディレクターを務め、ミュージック・ビデオの制作や楽曲提供をしている。

## 人物・来歴
小学生の頃からピアノを習い始める。その後、高校まで野球部に所属しながら、ピアノ、ドラム、サックスを独学で学ぶ。高校に入学すると、ギターやベースといった弦楽器にも出会い、作詞作曲と歌を始める。
その後、本格的に音楽を学びたいと考え、上京を決意。日本工学院八王子専門学校ボーカリストコースに入学する。そこで曲制作や歌のテクニックを本格的に学ぶ。
特に影響を受けたアーティストは、Bobby Caldwell、Jamiroquai、Daft Punk、Mayer Hawthorne、Bruno Mars、久保田利伸、清水翔太など。現在はライブ活動を中心に行いながら、作詞作曲に積極的に取り組む。ギター、ベース、ピアノ、ドラム、サックス、MPCまで自ら演奏し、作詞作曲、DTMを使った楽曲制作スタイルを持つ。
2016年末、日本工学院専門学校生徒の中から選抜された数人が出演したライブイベント「Real Dreams」を見に来ていた前所属事務所の社長が、パフォーマンスを見たことで直接スカウトを受け、事務所と専属アーティスト契約を結ぶ。

## 出演イベント
- P.O.W.E.R. @渋谷SOUND MUSEUM VISION
- K-P.O.W.E.R.@渋谷SOUND MUSEUM VISION
- K-P.O.W.E.R.@新木場ageHa
- P.O.W.E.R. feat. OL Killerナイト!! @渋谷SOUND MUSEUM VISION
- trackmaker @渋谷SOUND MUSEUM VISION